# Bacino di Starina
Il bacino di Starina è un lago artificiale della Slovacchia, che costituisce la più grande riserva di acqua potabile del paese e dell'intera Europa centrale.

Si trova all'estremità orientale della Slovacchia, nella parte nord-orientale della regione di Zemplín e precisamente nel comune di Stakčín, parte del distretto di Snina.
Il lago è stato ottenuto con uno sbarramento dell'alto corso del fiume Cirocha fra i monti Bukovec. Il lago si trova all'interno del Parco nazionale Poloniny.
Il bacino misura 59,8 milioni di metri cubi d'acqua e si estende su una superficie di 3,114 km². La diga è alta 50 m, con un fronte di lunghezza di 345 m, e uno spessore di 7 m. Fu costruita tra il 1981 e il 1988 per le esigenze di approvvigionamento di acqua potabile della Slovacchia orientale e soprattutto delle città di Prešov e di Košice. L'impianto ha comportato negli anni 1970 l'evacuazione di 7 villaggi che si trovavano nella fascia protetta delle sorgenti di acqua potabile. Si tratta dei seguenti villaggi, abitati da ruteni: Dara, Ostrožnica, Ruské, Smolník, Starina, Veľká Poľana e Zvala.
Gli strati di arenaria e argilla si sono formati nel Mare Terziario.

## Galleria d'immagini

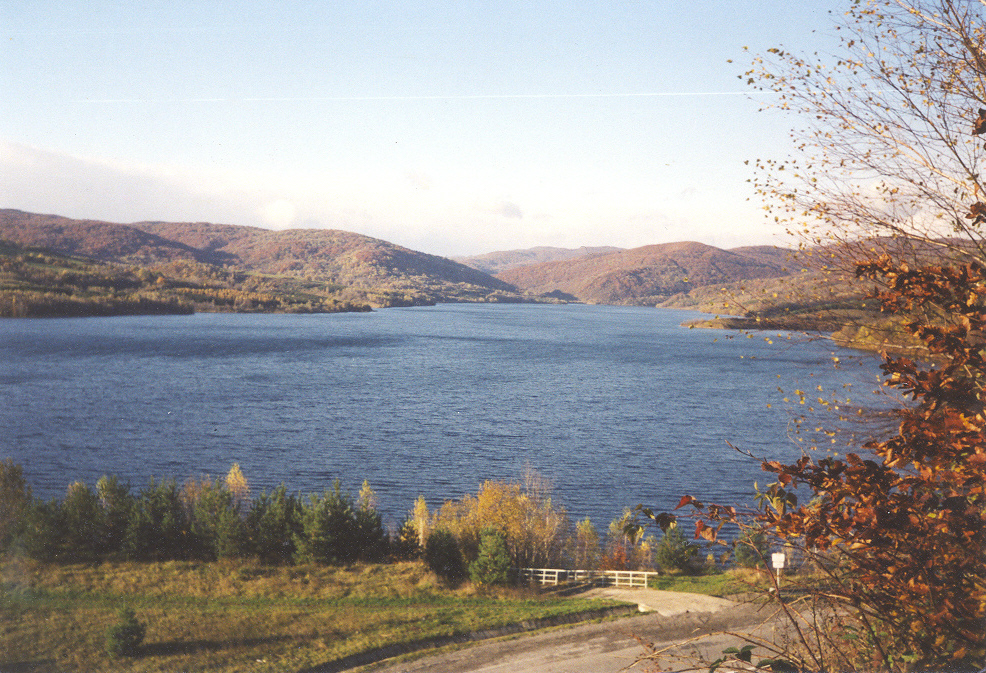
Veduta dal lato nord della diga
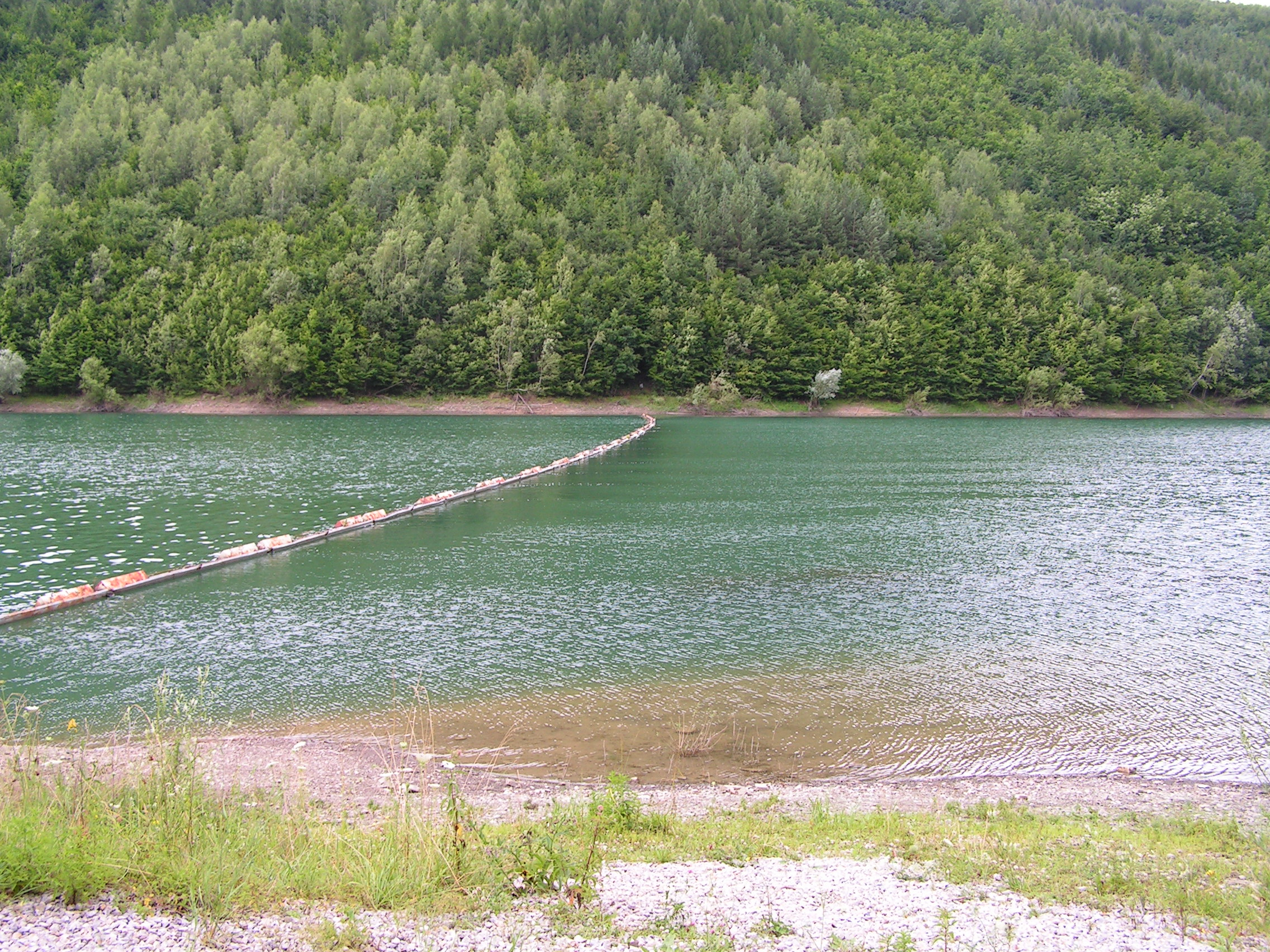
Muro nella baia di Dara
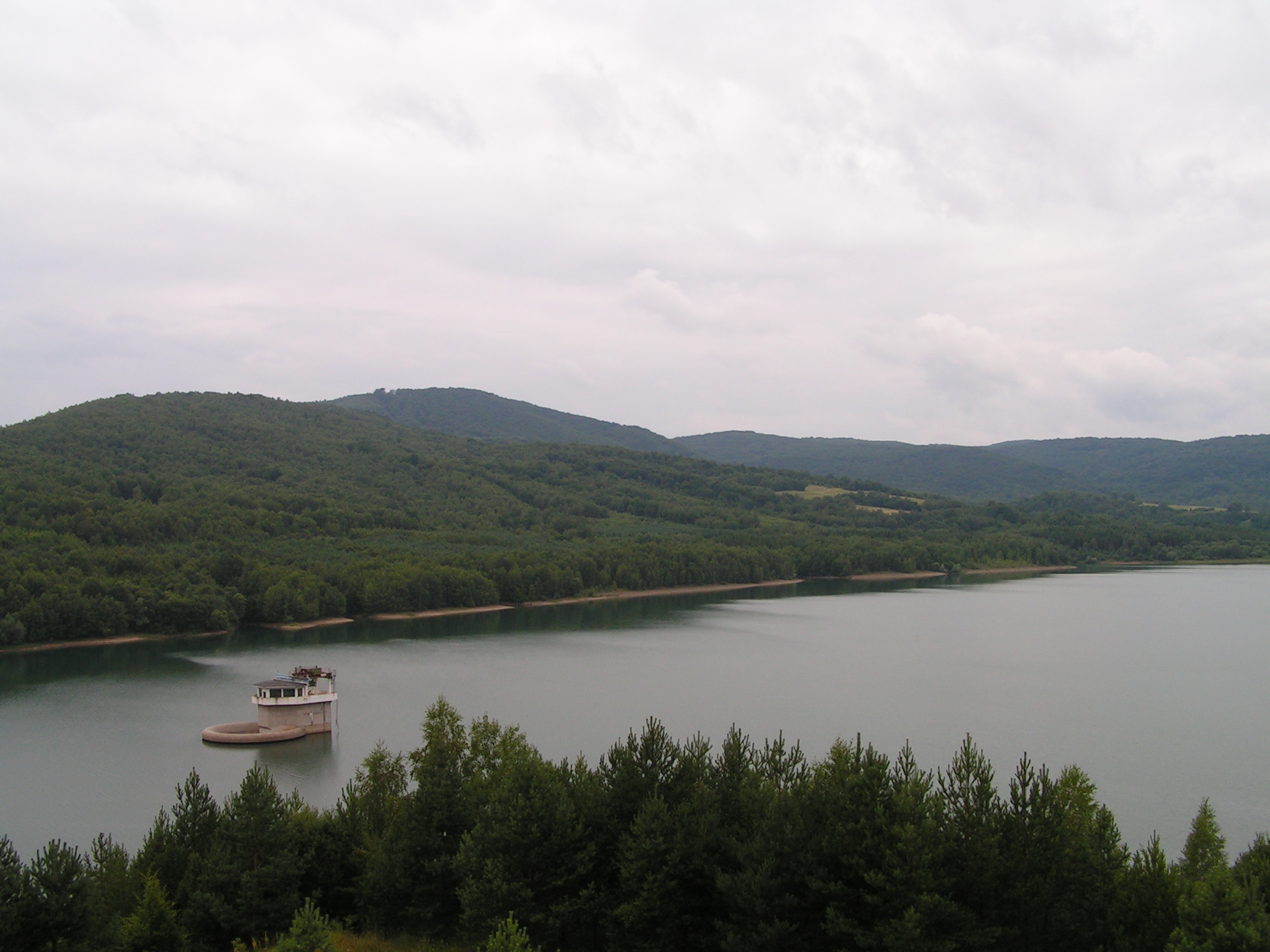
"Imbuto" per drenare l'acqua a 120 m dalla diga
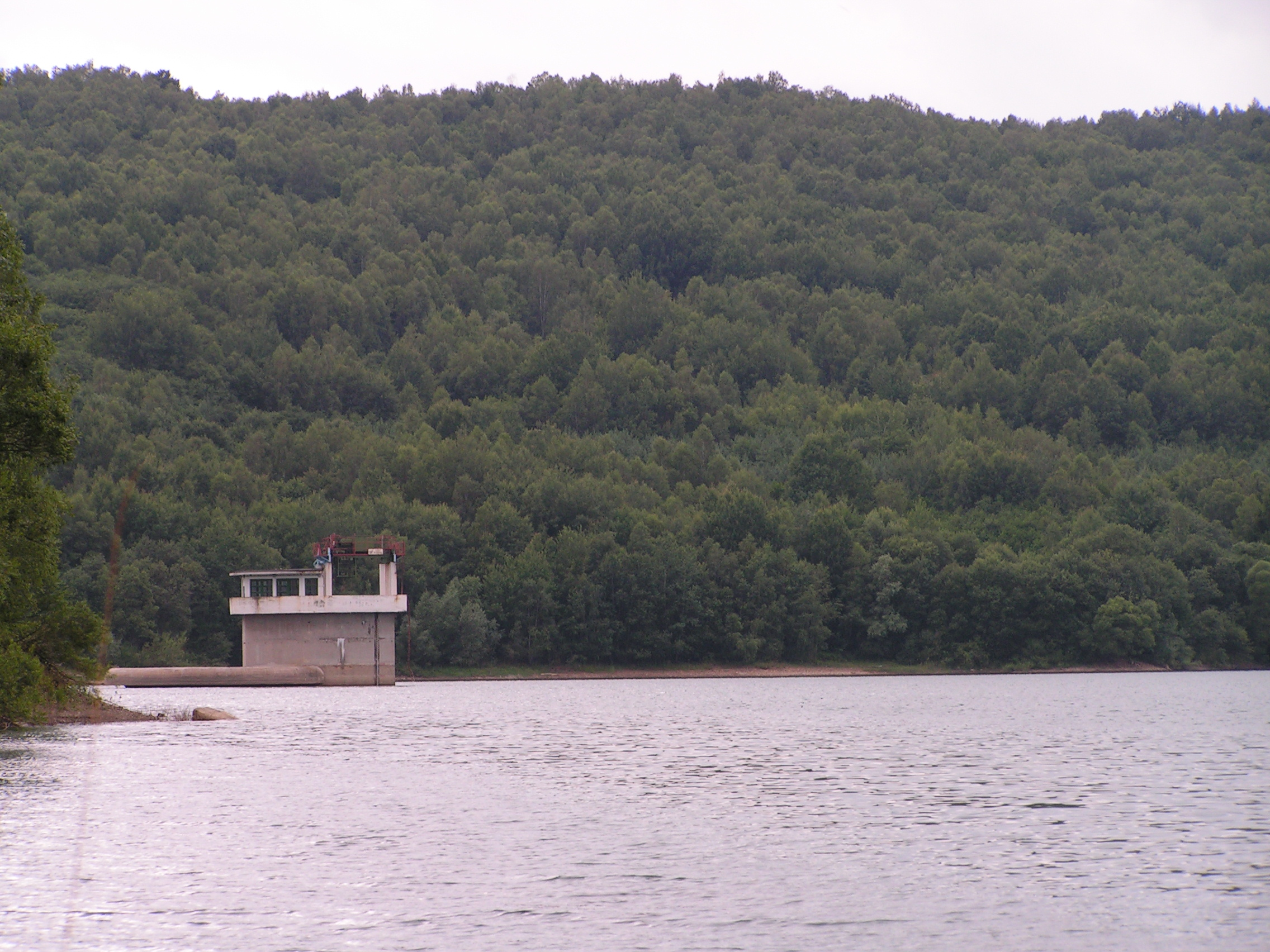
"Imbuto", altra veduta